# Сучава
Сучава (на румънски: Suceava; на немски: Suczawa; на идиш:שאָץ) е град в Северна Румъния. Населението му през 2011 г. е 92 121 души.

## География
Намира се в Буковина, в североизточната част на страната. В територията му влизат хълмове (най-високата точка е връх Замка) и ливадите покрай река Сучава.

## История
Сучава е столица на първата централизирана молдавска държава (между 1359 и 1565) при управлението на Богдан I, Петру Мушат и Стефан Велики. След това попада в ръцете на Австрийската империя (1775-1918), а след Първата световна война става част от Велика Румъния.

## Международни отношения

### Побратимени градове
- Сосновец (Полша)
- Чернивци (Украйна)

### Консулства
- Генерално консулство на Украйна

## Личности
- Илия Кримка, молдовски митрополит Анастасий

Родени в Сучава
- Калиник Миклеску (1822 – 1886), румънски духовник и общественик
- Отилия Брума, по-известна като Отилия (р.1992), известна румънска поп певица

## Образование
- SUCEAVA – уебсайт на града – само на румънски език Архив на оригинала от 2014-01-04 в Wayback Machine.
- Monitorul de Suceava – местен вестник – само на румънски език
- Obiectiv Vocea Sucevei – местен вестник – само на румънски език Архив на оригинала от 2005-12-26 в Wayback Machine.
- Университет „Стефан чел Маре“